# Revólver Miranda
El revólver Miranda, anteriormente llamado "revólver RRR" ó "revólver Rápida Respuesta Revolucionaria", es un prototipo de revólver venezolano iniciado por la Compañía Anónima Venezolana de Industrias Militares (CAVIM). Se le llamó Miranda en honor al prócer venezolano Francisco de Miranda.
En conferencias de prensa a finales de 2005, el presidente de CAVIM, Gustavo Ochoa, y su gerente Edgar Bracamonte, mencionaron que el Revólver Miranda estaría a la venta en el primer semestre de 2006.
La idea de construir el Revólver Miranda era sustituir la importación de revólveres a precio elevado. Se ideó para la defensa personal y su finalidad era la de neutralizar a un objetivo enemigo en situaciones de alto riesgo. Estaría destinado tanto para uso personal, como para el de policías y empresas de vigilancia, entre otros.

## Diseño
Se trata de un arma corta que utiliza el cartucho .38 Special, de fácil manejo, armazón ligero y alta resistencia. De haberse producido masivamente todos sus componentes estarían hechos con materia prima venezolana, lo cual facilitaría su producción. 
Cuenta con un sistema de acción simple y un armazón cerrado que aloja un tambor de apertura lateral, extractor automático y capacidad para seis cartuchos. El arma también dispone de elementos de puntería ajustables así como un alza fija con alineación graduada.